# Michoud Assembly Facility

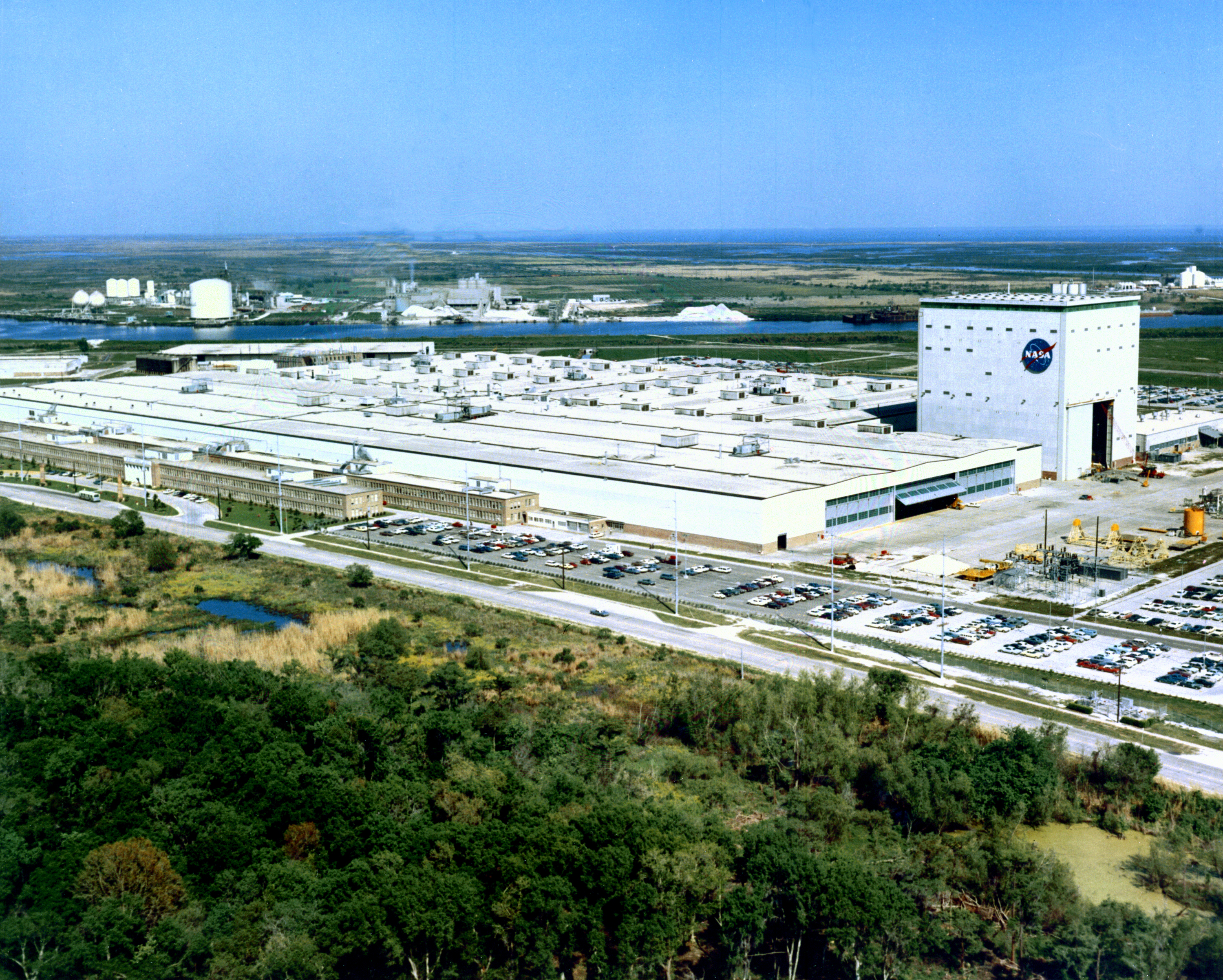
Il Michoud Assembly Facility nel 1968

Il Michoud Assembly Facility (MAF) è un complesso di fabbricazione da 832 acri appartenente alla NASA a New Orleans, nel Louisiana. Organizzativamente fa parte del Marshall Space Flight Center ed è multi-affittario per contractor privati e governativi, come agenzie governative.
Il MAF è uno dei più grandi impianti di fabbricazione al mondo con 174.000 m² sotto controllo ambientale su un solo piano, ed offre posti di lavoro a 4200 persone. Dal settembre 1961 alla fine del Programma Apollo nel dicembre del 1972 il sito venne utilizzato dalla Chrysler Corporation per costruire i primi stadi del Saturn I e del Saturn IB, successivamente unitasi a Boeing Corporation per costruire il primo stadio dei Saturn V. Dal 5 settembre 1973 al 20 settembre 2010 la fabbrica venne usata per costruire i serbatoi esterni dello Space Shuttle della Martin Marietta Corporation.

## Storia

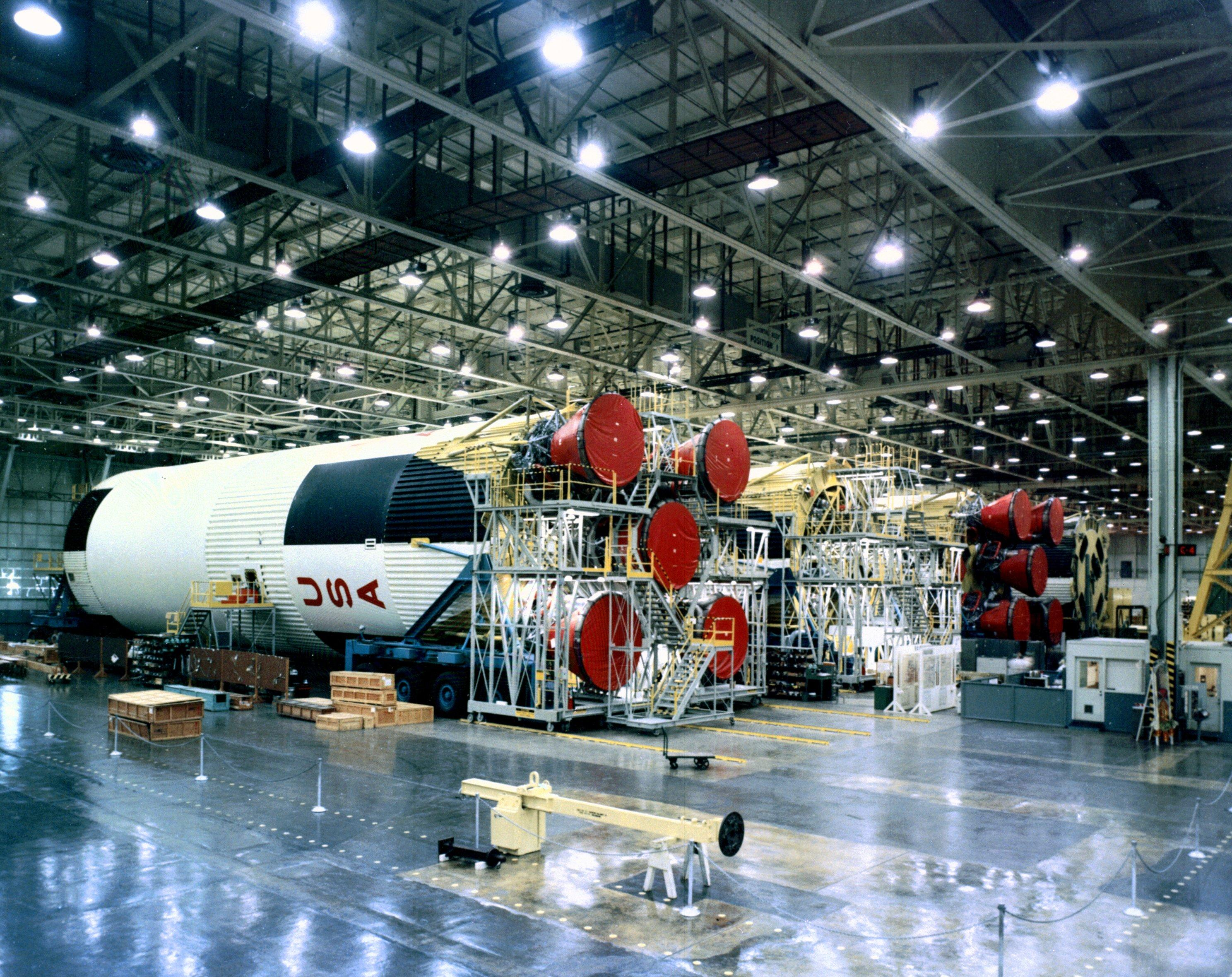
Primi stadi del Saturn V in assemblaggio al Michoud negli anni sessanta

La fabbrica venne originariamente costruita nel 1940 nel villaggio di Michoud, Louisiana dalla divisione Higgins-Tucker delle Higgins Industries sotto la direzione di Andrew Jackson Higginson per conto del Governo degli Stati Uniti durante la seconda Guerra Mondiale per costruire gli aeroplani cargo Curtiss-Wright C-76 Caravan in compensato e mezzi da sbarco LCVP. Durante la guerra di Corea produsse motori per i carri armati M4 Sherman e M47 Patton e vantava di una pista pavimentata da 5500 piedi. Finì sotto la gestione della NASA nel 1961 e venne utilizzata per la costruzione per primo stadio S-IC dei razzi Saturn V e del primo stadio S-IB del Saturn IB, entrambi costruiti dalla Chrysler Corporation. Qui viene mantenuto il primo stadio dell'ultimo Saturn V costruito, SA-515. Da notare che la bassa altezza dell'impianto, cosa che avrebbe impedito la fabbricazione del veicolo C-8 destinato a un lancio diretto verso la Luna, fu una delle tante ragioni che portarono alla decisione di utilizzare il C-5 (successivamente rinominato Saturn V) al posto del Nova.
La maggior parte della storia in fabbrica della NASA è focalizzata sulla costruzione e produzione del serbatoio esterno dello Space Shuttle (ET). A partire dal rollout dell'ET-1 il 29 giugno 1979, che volò a bordo di STS-1, 136 serbatoi vennero prodotti durante tutto il Programma Space Shuttle, concludendo con l'ET-122 che volò a bordo di STS-134, dopo il rollout del 20 settembre 2010. Un solo serbatoio prodotto, l'ET-94, non venne usato in volo e rimase al Michoud come articolo di test.

### Uragano Katrina

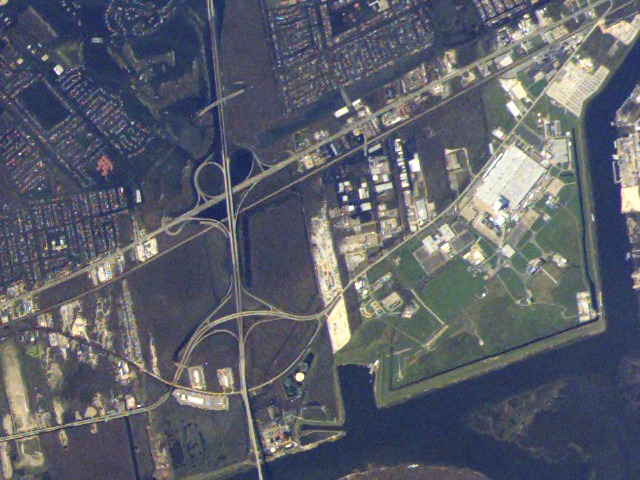
Una sezione di East New Orleans dopo l'uragano Katrina. Il MAF (verde) non è allagato, a differenza degli edifici vicini (in marrone scuro).

Non si verificarono inondazioni significative durante l'uragano Katrina grazie a una cresta naturale che corre lungo il confine nord-occidentale, il lembo che costituisce i confini meridionali e orientali e al lavoro degli operatori delle pompe che soggiornarono per proteggere l'impianto durante la tempesta. Ci furono danni dovuti al vento e all'acqua piovana a diversi edifici. Tutti i turni vennero inizialmente annullati fino al 26 settembre 2005, potenzialmente influenzando i futuri voli degli Shuttle. Tutti gli edifici e l'hardware navale sopravvissero all'uragano senza gravi danni, ma il tetto dell'edificio principale crollò e i detriti danneggiarono l'ET-122 immagazzinato al suo interno; quel serbatoio venne successivamente ristrutturato per il volo finale dello Space Shuttle Endeavor, STS-134. Il 16 settembre 2005 la NASA annunciò che le riparazioni stavano procedendo più velocemente del previsto, e che quindi il Michoud avrebbe continuato a produrre i serbatoi esterni.
Il 3 ottobre 2005, la struttura venne ufficialmente riaperta al personale essenziale, anche se qualche persona chiave era già tornata in precedenza. Il 31 ottobre la struttura venne riaperta a tutto il personale. 34 dipendenti NASA e Lockheed Martin rimasero all'impianto durante l'uragano Katrina per gestire i sistemi di pompaggio, pompando fuori più di un miliardo di galloni di acqua che probabilmente causarono i maggiori danni al Michoud. Questi dipendenti vennero successivamente premiati con la NASA Exceptional Bravery Medal, il più alto riconoscimento della NASA.
Il 7 febbraio 2017, un tornado EF3 scavò un sentiero attraverso la parrocchia di Orleans, in cui si trovava la struttura. Diverse finestre vennero rotte.

## Altre attività e futuro
Il Michoud Assembly Facility ospita anche altre organizzazioni come il National Finance Center operato dal Dipartimento dell'Agricoltura degli Stati Uniti, la United States Coast Guard, Blade Dynamics e la NASA. Il Michoud Assembly Facility è ora la località dello Space Launch System (SLS) di Boeing, il più potente veicolo di lancio che il mondo abbia mai visto, che trasporerà l'Orion MPCV durante il suo primo lancio per testare le capacità a febbraio 2022.
La NASA pianificò il di utilizzare il Michoud Assembly Facility per costruire la struttura di diversi componenti del cancellato Programma Constellation, incluso l'Orion CEV, lo stadio superiore dell'Ares I e il primo stadio dell'Ares V. Sotto l'amministrazione Obama, Il Programma Constellation venne cancellato nel 2010, ma venne sostituito dal SLS un anno dopo per continuare gli sforzi nell'esplorazione spaziale.